# Монастырь доминиканцев в Люблине
Монастырь доминиканцев — крупнейший религиозный ансамбль польского города Люблина, обладатель богатой ризницы. 
Центральное сооружение — базилика Святого Станислава, Епископа и Мученика (пол. Bazylika św. Stanisława Biskupa Męczennika), также известная как базилика Частиц Святого Креста (пол. Bazyliką Relikwii Krzyża Świętego). Это один из старейших храмов Люблина и малая базилика местной архиепархии. 
Монастырский комплекс имеет статус памятника европейского культурного наследия. С 28 февраля 1967 года внесён в национальный реестр исторических памятников под номером A/244.

## История
Датой основания монастыря доминиканцев в Люблине является 1253 год; доминиканцы пришли в этот город из Кракова в 30-х годах XIII века. Монастырский храм в готическом стиле был построен ими в 1342 году по приказу польского короля Казимира Великого. Первоначально имел два нефа и пресвитерий; площадь храма была увеличена в XVI веке. Здесь отслужили первую благодарственную мессу после подписания Люблинской унии о создании Речи Посполитой.
В 1420 году сюда из Киева были принесены частицы Животворящего Креста, которые хранились здесь до 1991 года, когда они были украдены вместе с реликварием. Церковь сгорела во время пожара в 1575 году, но вскоре была восстановлена в стиле люблинского ренессанса. 21 июня 1967 года римский папа Павел VI присвоил костёлу доминиканцев в Люблине титул малой базилики.

## Описание
Фасад в стиле позднего ренессанса с резными фронтонами (с узнаваемыми элементами ступенчатого щипца) и высокими башнями, декорированными двойными пилястрами. Главный портал немного смещён на север от центральной оси костёла, потому что в XVIII веке перед церковью находились дома горожан. Храм представляет собой по форме трёхнефную базилику с одиннадцатью капеллами. Особенно известны ренессансные капеллы родов Фирлеев и Оссолинских, барочная капелла рода Тышкевичей, или Святого Креста с фреской «Страшный суд». Интерьер выдержан в готическом стиле. Большинство алтарей относятся ко второй половине XVIII века.

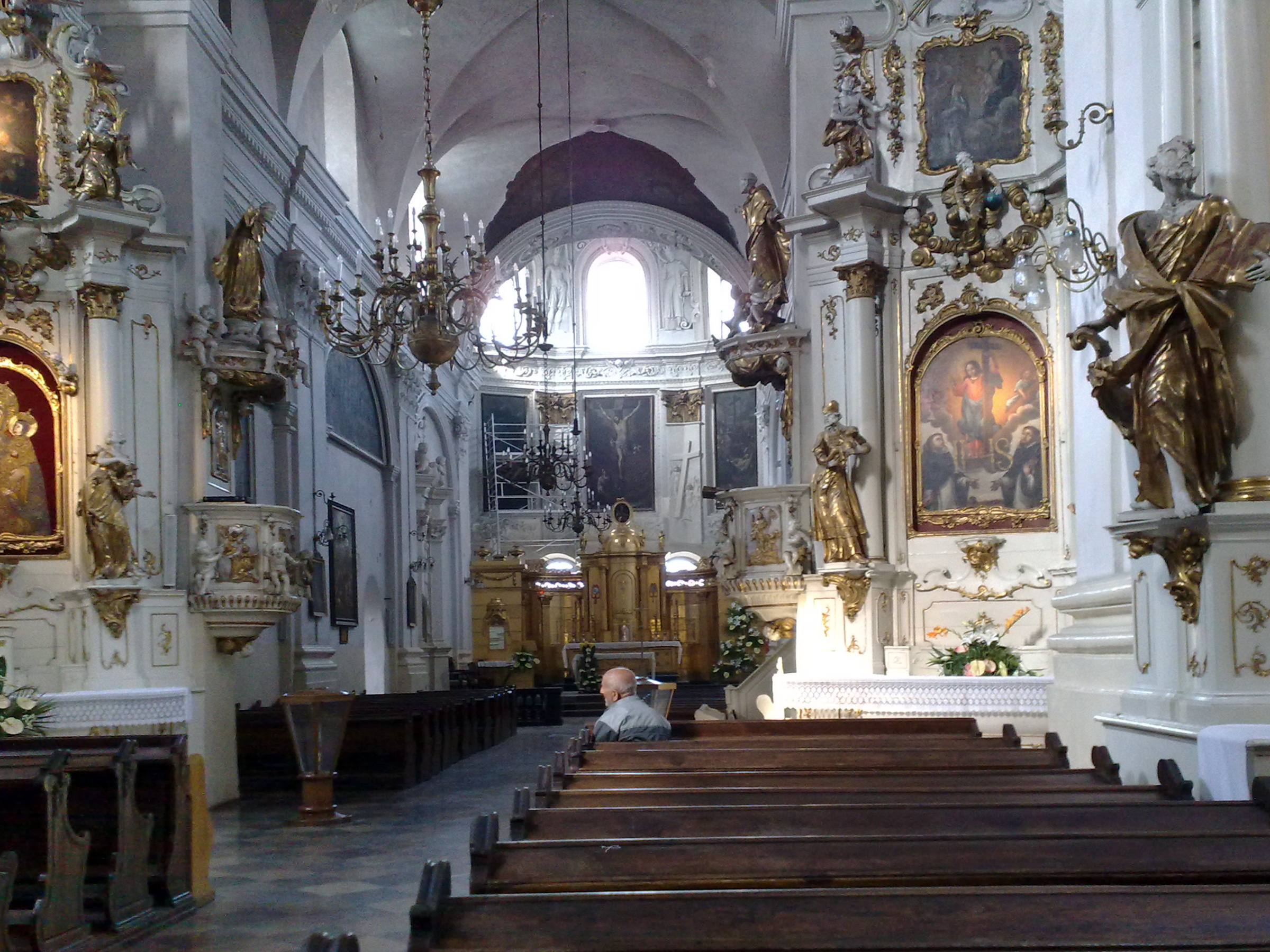
Барочный интерьер
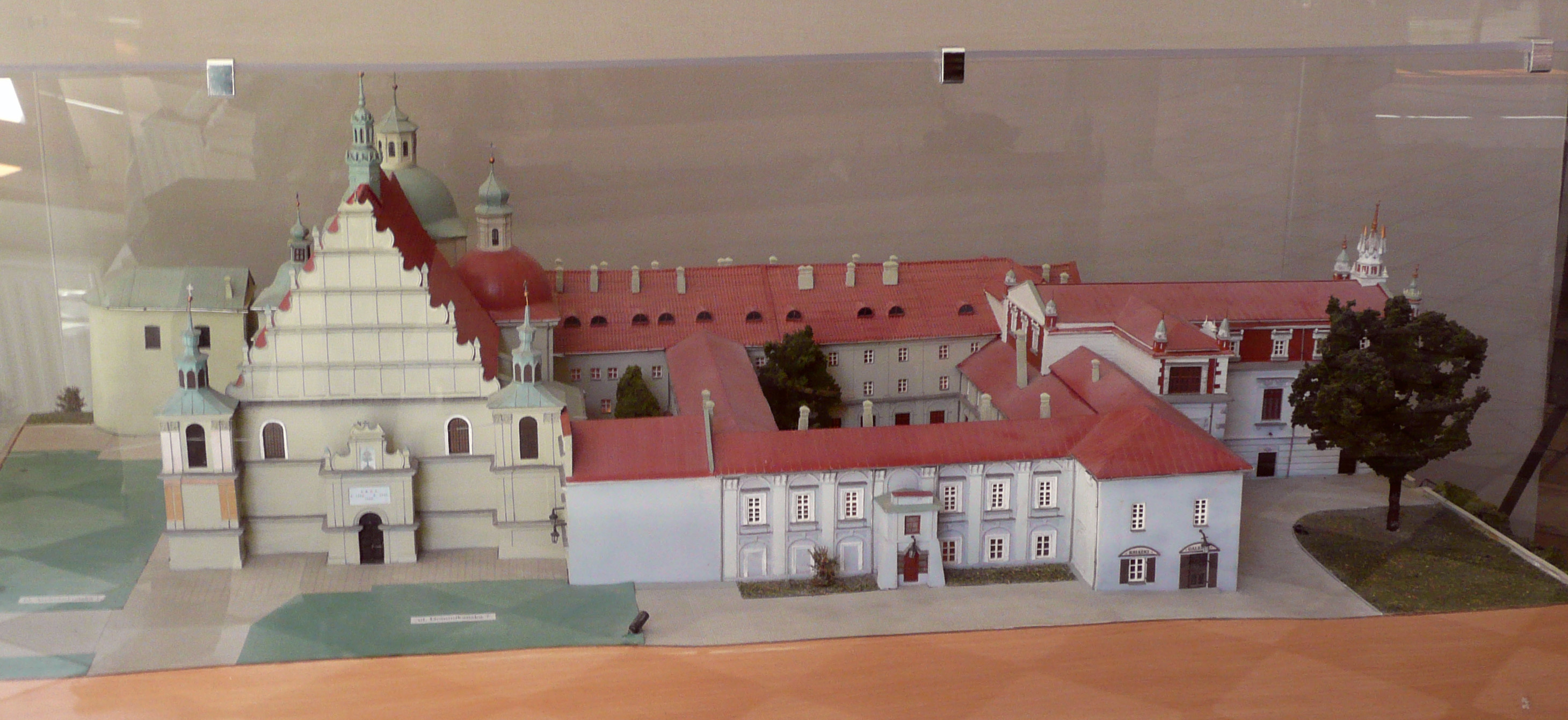
Макет монастырского ансамбля
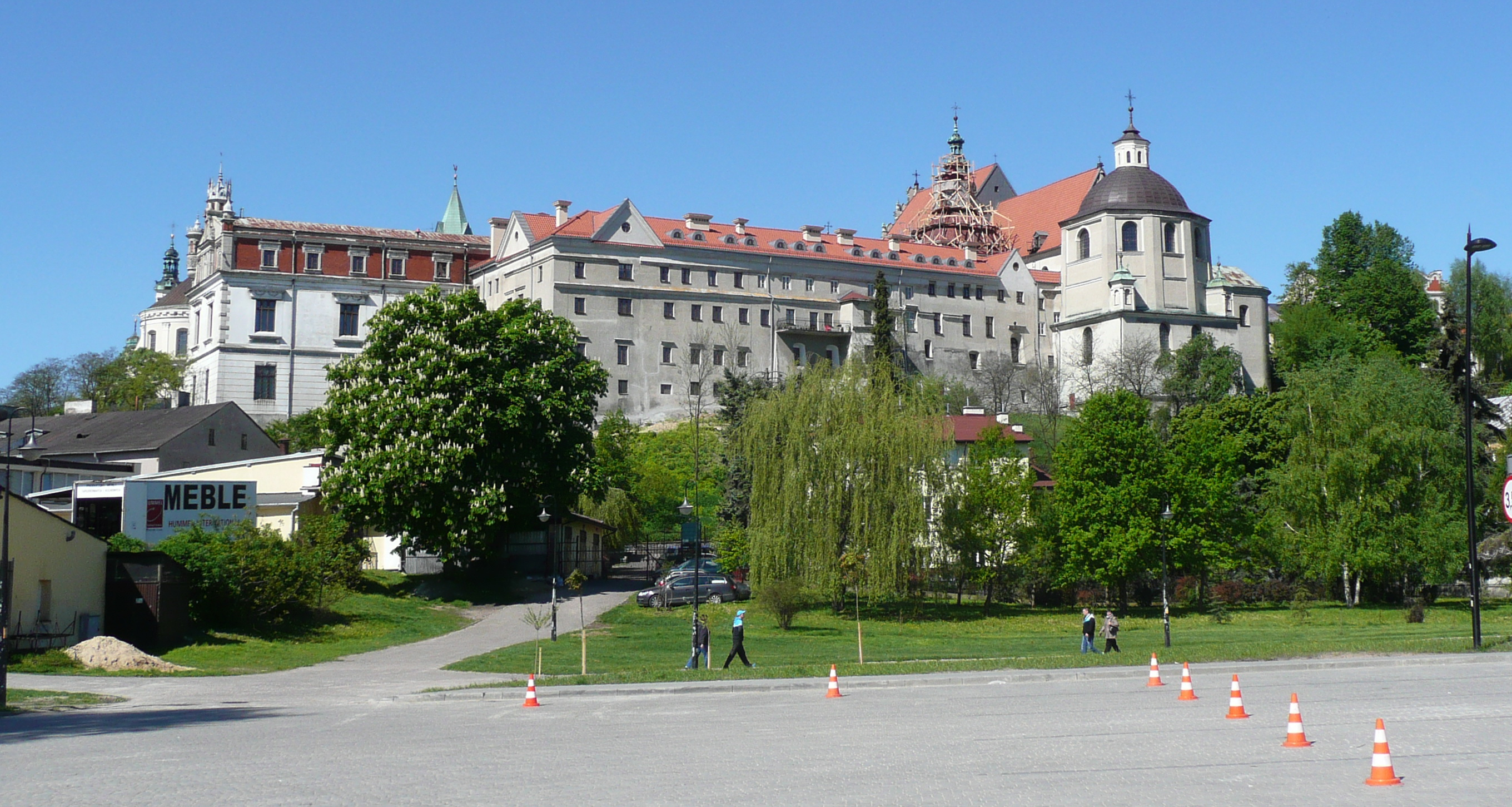
Общий вид
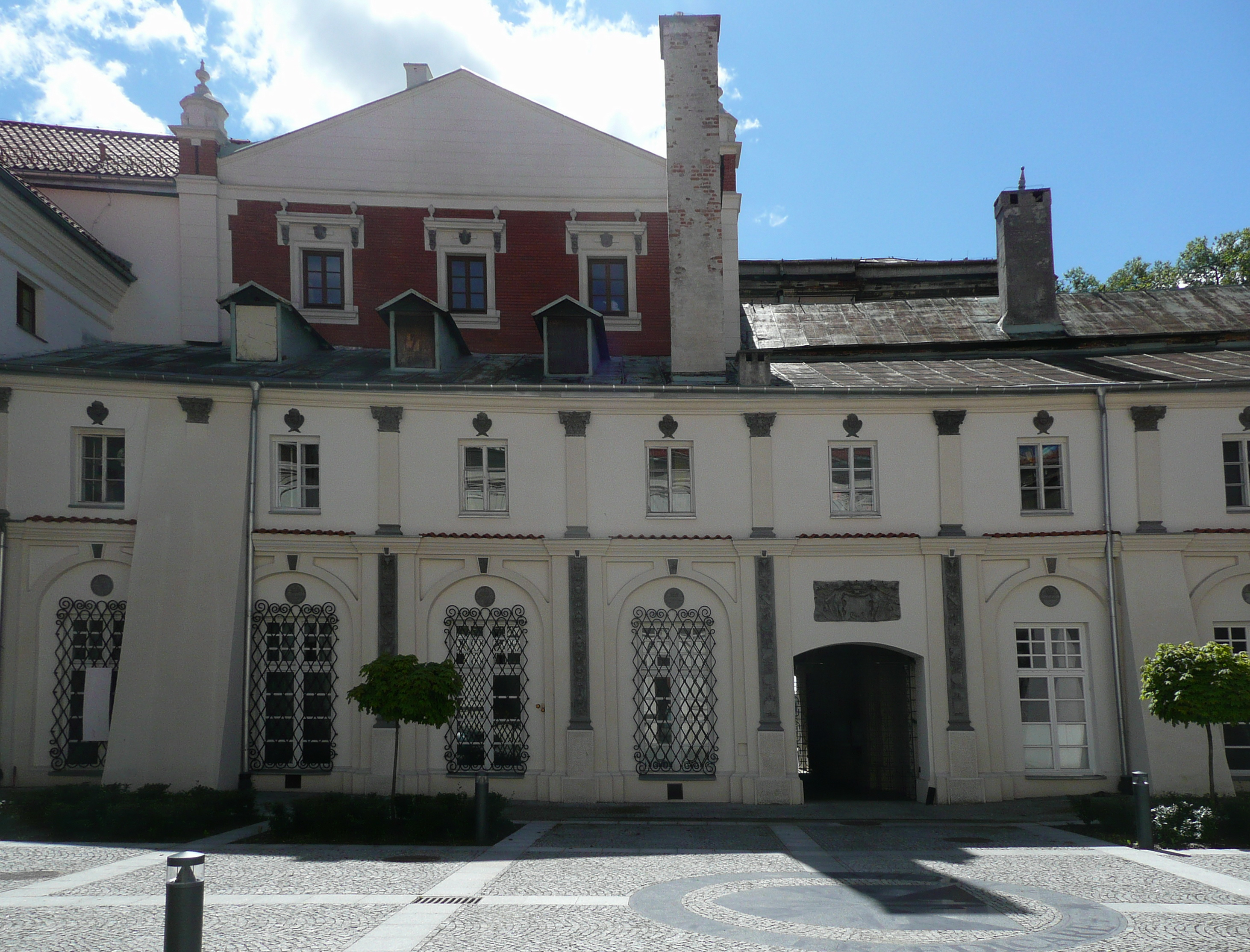
Один из внутренних двориков
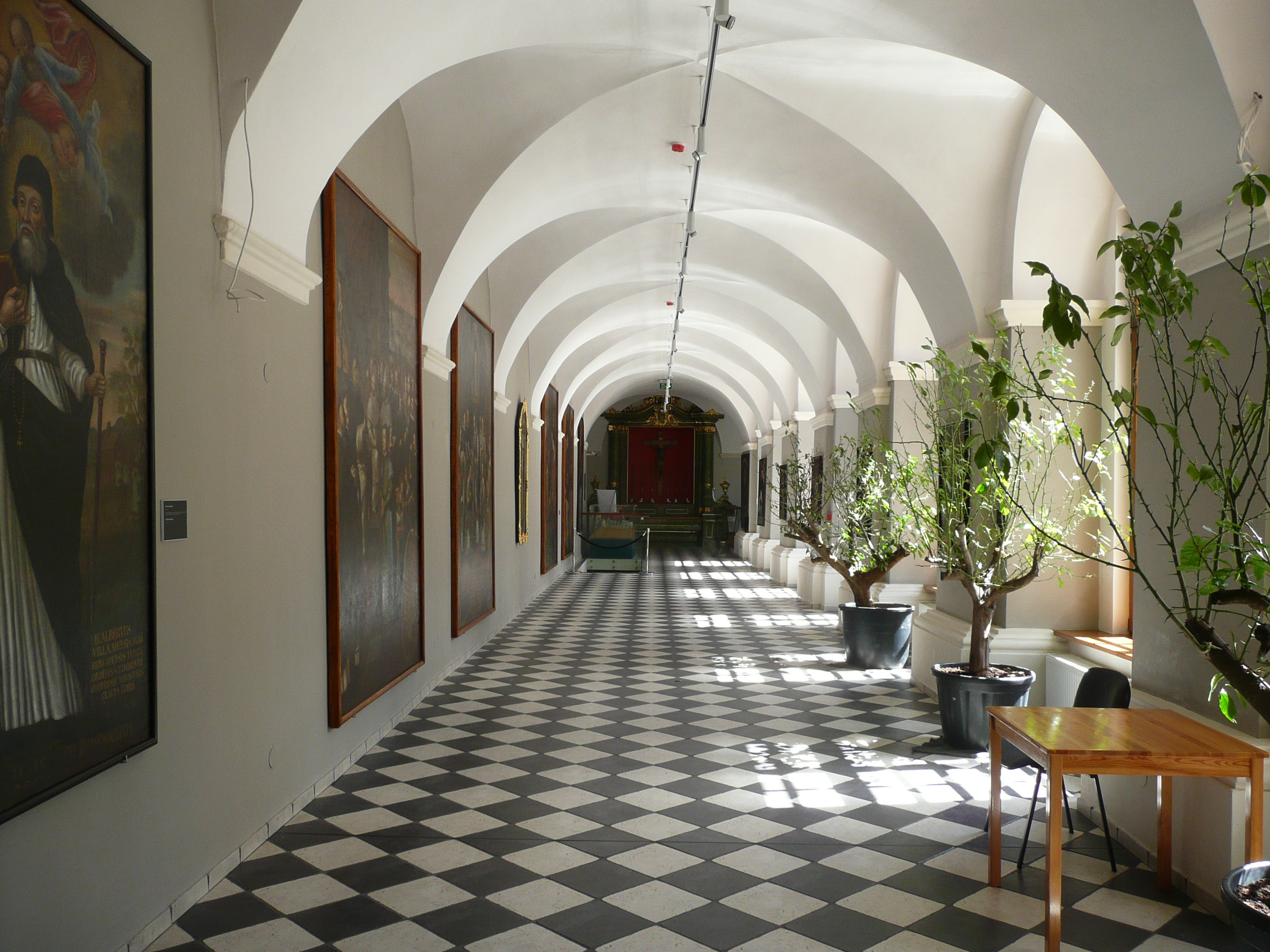
Портретная галерея